# O. Thyen

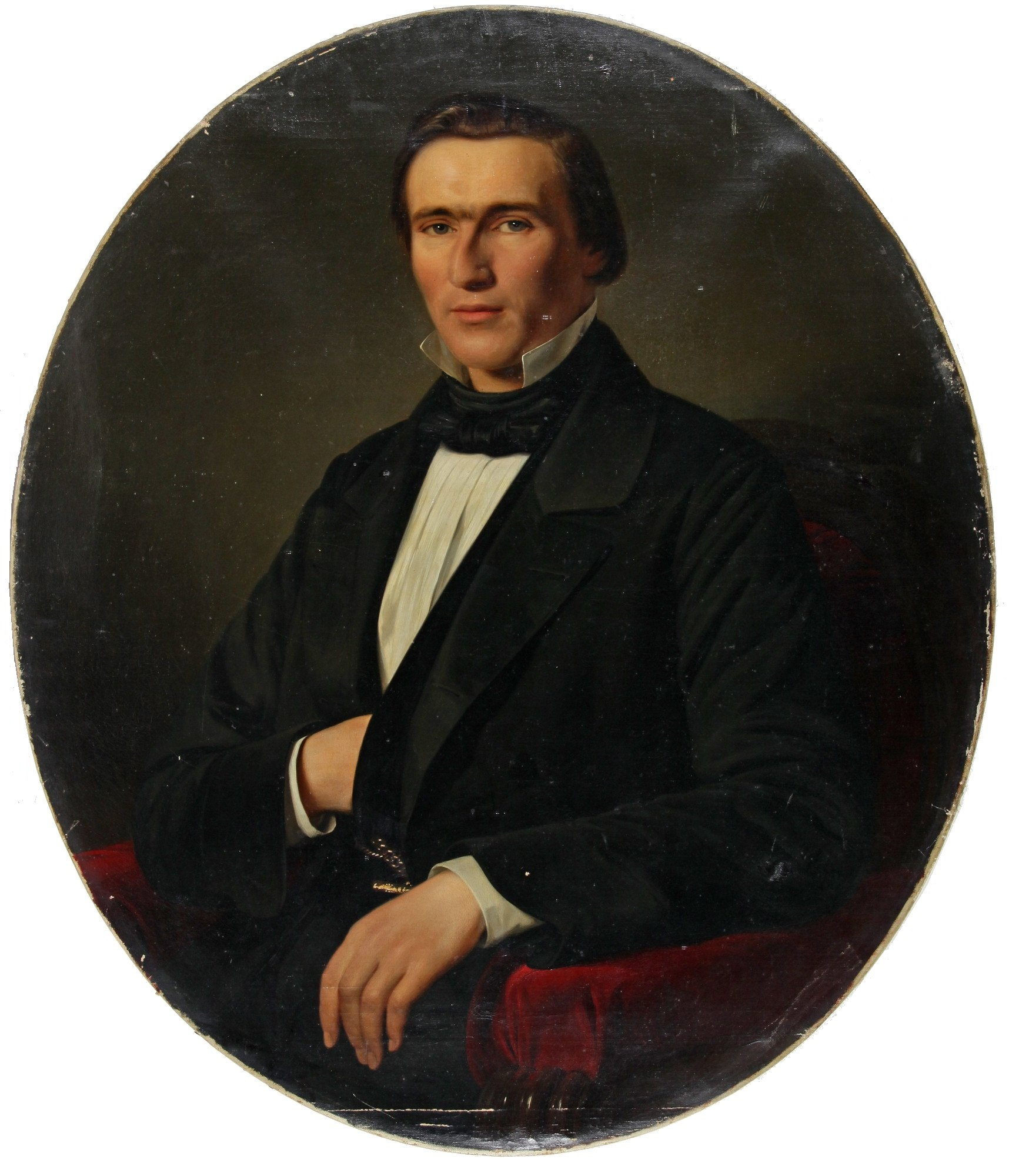
Louis Ammy Blanc - Porträt des Oltmann Thyen

Die O. Thyen war ein oldenburgisches Vollschiff, das von der Behrens-Werft in Harrien, heute Teil von Brake (Unterweser), gebaut wurde und am 27. April 1854 vom Stapel lief. Die Größe betrug 320 Kommerzlasten oder 673 Registertonnen, die Länge 41,4 Meter, die Breite 9,1 Meter und der Tiefgang 6,2 Meter. Sie gehörte einer Partenreederei mit sechs Mitgliedern; ihr Korrespondentreeder war der aus dem Ammerland stammende Kaufmann Oltmann Thyen, nach dem das Schiff auch benannt wurde. 1856 wurde das Schiff an die soeben gegründete „Oldenburgische Rhederei-Gesellschaft“ in Brake verkauft, 1867 an die Firma von Oltmann Thyen in Bremen, der dort inzwischen auch großherzoglich-oldenburgischer Konsul geworden war.

## Einsatz und Ende
Im Mai 1854 führte die Jungfernreise mit Auswanderern unter Kapitän C. H. Addicks nach New York. Weitere Auswandererfahrten führten nach New Orleans und Galveston. Ab 1858 wurde die O. Thyen in der Ostindien-Fahrt eingesetzt und transportierte u. a. Kohle. Auf diesen Reisen erlitt sie mehrere Havarien. So musste sie im April 1869 auf einer Reise nach Batavia, Rio de Janeiro als Nothafen anlaufen. Im September 1874 geriet sie auf einer Fahrt von New York nach Surabaya in einen Zyklon, wobei ein Mann über Bord gespült wurde. Wegen schwerer Beschädigungen musste sie nach New York zurückkehren. Von 1870 bis 1878 wurde sie mit kurzen Unterbrechungen von Kapitän Hermann Jordan geführt. Am 11. Dezember 1875 wurde die Besatzung der O. Thyen Zeuge beim Anschlag auf die Mosel in Bremerhaven; die Druckwelle der Explosion war auch auf ihr zu spüren.
Ab Oktober 1878 wurde das Schiff von Kapitän Cato Ulbeto Foget aus Leer geführt. Am 21. Januar 1879 lief es aus Baltimore mit 4.000 Barrel Petroleum nach Bremen aus. Aufgrund anhaltender heftiger Stürme wurde das Schiff so stark beschädigt, dass es am 15. Februar 1879 im Nordatlantik im sinkenden Zustand verlassen werden musste. Nach einem vom Kapitän einberufenen Schiffsrat entschloss sich die Mannschaft einstimmig zum Verlassen der O. Thyen. Beim Sichten der norwegischen Bark Amor unter Kapitän Andreas Nielsen aus Kragerö wurde das Notsignal gehisst, woraufhin die Amor das Vollschiff ansteuerte und die Schiffbrüchigen übernahm.
Das Wrack der O. Thyen wurde von Kapitän und Steuermann in Brand gesetzt, um eine Gefährdung anderer Schiffe auszuschließen. Vermutlich explodierte es aufgrund der explosiven Ladung kurz darauf. Die Schiffbrüchigen wurden von der Amor in Plymouth angelandet. Das Seeamt Bremerhaven  stellte in seinem Spruch vom 26. März 1879 fest, dass das Verlassen des Schiffs gerechtfertigt und der marode Zustand der O. Thyen auf schlechtes Wetter zurückzuführen war.

## Abbildungen
Von der O. Thyen sind zwei Abbildungen erhalten geblieben. Das Ölgemälde eines unbekannten Künstlers, auf dem das Schiff noch unter oldenburgischer Flagge abgebildet ist, ist bei Pawlik, S. 426, reproduziert. Die O. Thyen ist ebenfalls abgebildet auf dem Ölgemälde von Carl Justus Harmen Fedeler (1799–1858) Schiffe der Oldenburgischen Rhederei-Gesellschaft, auf dem neben ihr auch die Barken Mimi und Schlosser der Reederei vor Dover zu sehen sind. Das Bild befindet sich im Schiffahrtsmuseum der oldenburgischen Unterweser.